# Chamada telefônica

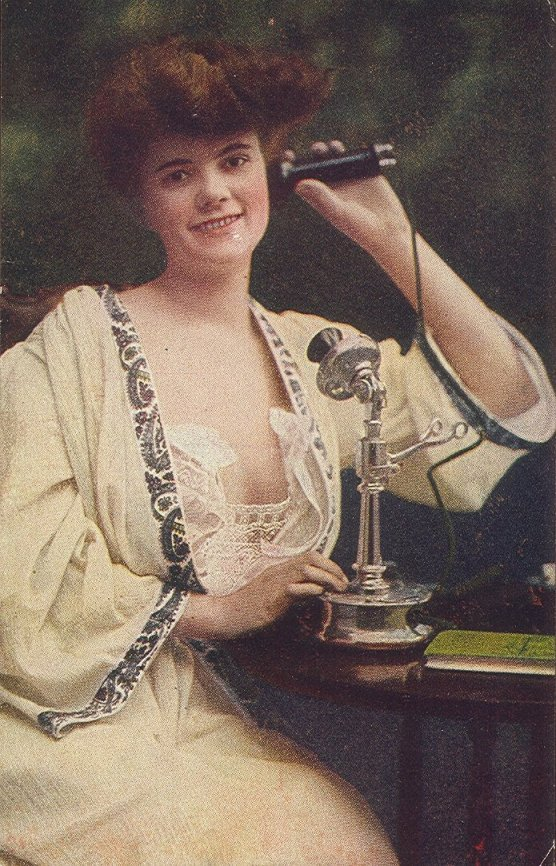
Candlestick telephone do início do século XX usado para uma chamada telefônica.

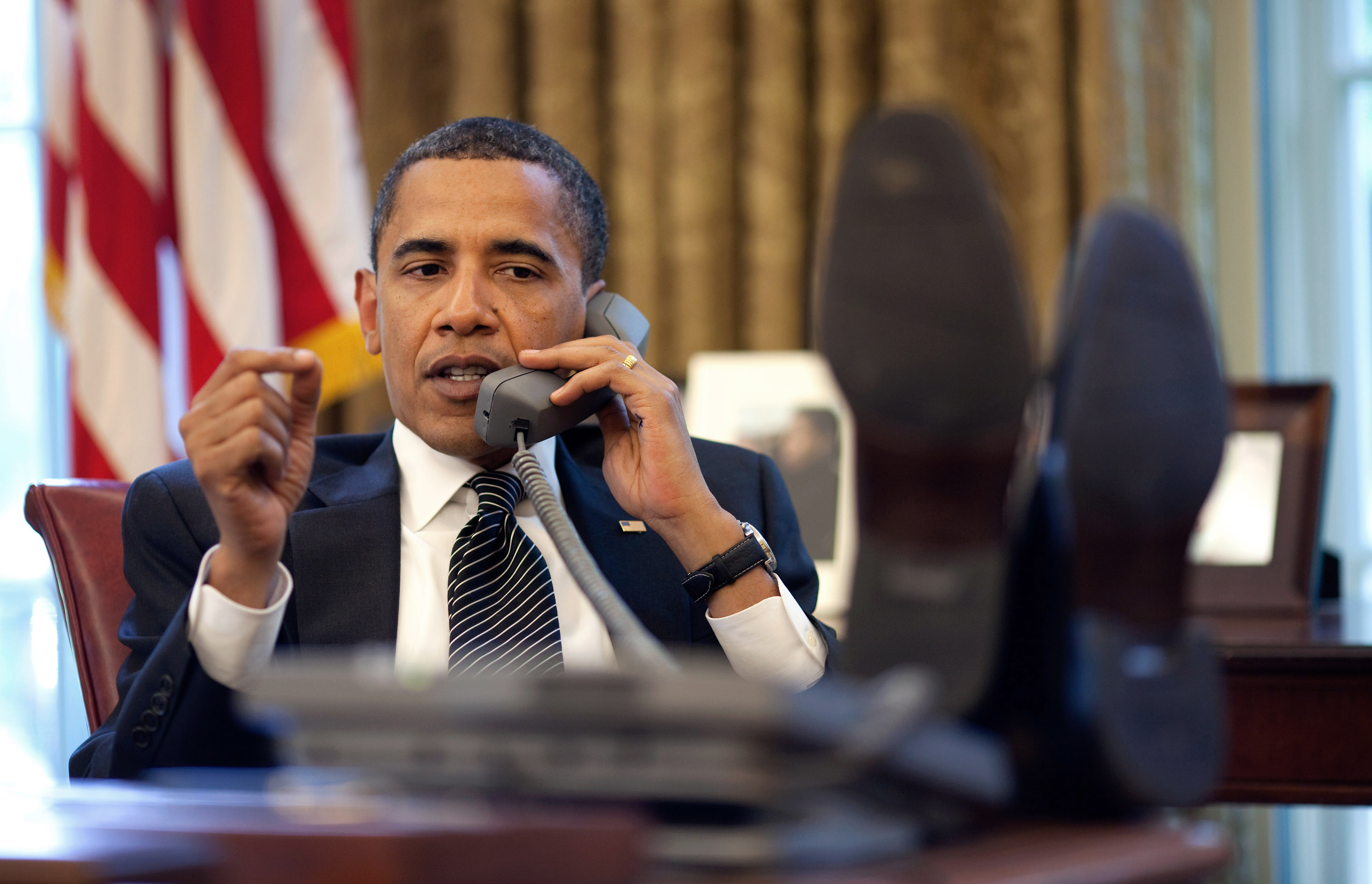
Presidente dos Estados Unidos Barack Obama em chamada telefônica com Benjamin Netanyahu, em 2009.

A chamada telefônica (português brasileiro) ou chamada telefónica (português europeu), às vezes denominada chamada de telefone, é a conexão de uma rede telefônica entre o chamador e a parte chamada.